# Oxymacaria ochracea
Oxymacaria ochracea là một loài bướm đêm trong họ Geometridae.